# Rhône (departement)
Rhône (69D; uitspraakⓘ) is een Frans departement, gelegen in de regio Auvergne-Rhône-Alpes.

## Geschiedenis
Het departement werd in 1793 gecreëerd tijdens de Franse Revolutie, door het uit het voormalige departement Rhône-et-Loire te halen. Het gebied komt overeen met de provincies Lyonnais en Beaujolais.

## Geografie
Het departement Rhône maakt deel uit van de regio Auvergne-Rhône-Alpes. Het wordt begrensd door de departementen Ain, Isère, Loire en Saône-et-Loire en door de Métropole de Lyon.
Tot 1 januari 2015 bestond het departement uit twee arrondissementen, Lyon en Villefranche-sur-Saône. Na de afsplitsing van de Métropole de Lyon als aparte territoriale eenheid zijn de resterende gemeenten opgenomen in het arrondissement Villefranche-sur-Saône. Het aantal kantons daalde van 54 naar 13 en het aantal gemeenten van 293 naar 228, waarbij het departementsnummer werd gewijzigd van 69 in 69D.

## Demografie
De inwoners van Rhône heten Rhodaniens.

### Demografische evolutie sinds 1962
De gegevens hebben betrekking op de situatie ontstaan na de afsplitsing op 1 januari 2015 van de 59 gemeenten die sinds dan de Métropole de Lyon vormen.
| Naam       | Index 1962 | Index 1968 | Index 1975 | Index 1982 | Index 1990 | Index 1999 | Index 2008 | Index 2015 |
| ---------- | ---------- | ---------- | ---------- | ---------- | ---------- | ---------- | ---------- | ---------- |
| Rhône      | 100,0      | 106,1      | 117,9      | 130,8      | 146,1      | 161,9      | 178,6      | 192,7      |
| Frankrijk* | 100,0      | 107,1      | 113,3      | 117,0      | 121,9      | 126,0      | 133,8      | 138,5      |

| Naam       | Inw./Km² 1962 | Inw./km² 1968 | Inw./km² 1975 | Inw./km² 1982 | Inw./km² 1990 | Inw./km² 1999 | Inw./km² 2008 | Inw./km² 2015 |
| ---------- | ------------- | ------------- | ------------- | ------------- | ------------- | ------------- | ------------- | ------------- |
| Rhône      | 107,4         | 114,0         | 126,6         | 140,5         | 156,9         | 173,9         | 191,8         | 206,9         |
| Frankrijk* | 84,2          | 90,1          | 95,4          | 98,5          | 102,7         | 106,1         | 112,7         | 116,5         |

Frankrijk* = exclusief overzeese gebieden
Bron: Recensement Populaire INSEE - 1962 tot 1999 population sans doubles comptes, nadien Population Municipale
Op 1 januari 2015 had het departement Rhône 451.317 inwoners.

### De 10 grootste gemeenten in het departement
| Nr. | Gemeente                 | Aantal inwoners (2022) |
| --- | ------------------------ | ---------------------- |
| 1   | Villefranche-sur-Saône   | 36.224                 |
| 2   | Belleville-en-Beaujolais | 13.767                 |
| 2   | Genas                    | 13.446                 |
| 3   | Brignais                 | 12.330                 |
| 4   | Tarare                   | 10.881                 |
| 5   | Chaponost                | 9.217                  |
| 8   | Anse                     | 8.139                  |
| 7   | Gleizé                   | 7.824                  |
| 9   | Saint-Bonnet-de-Mure     | 6.988                  |
| 10  | Lentilly                 | 6.541                  |

## Afbeeldingen

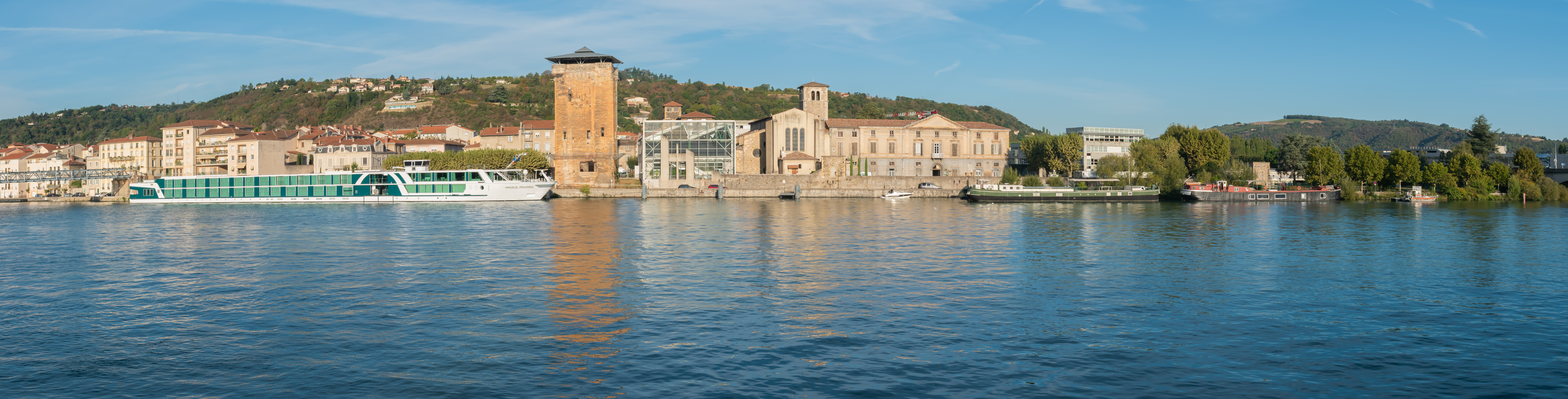
Sainte-Colombe
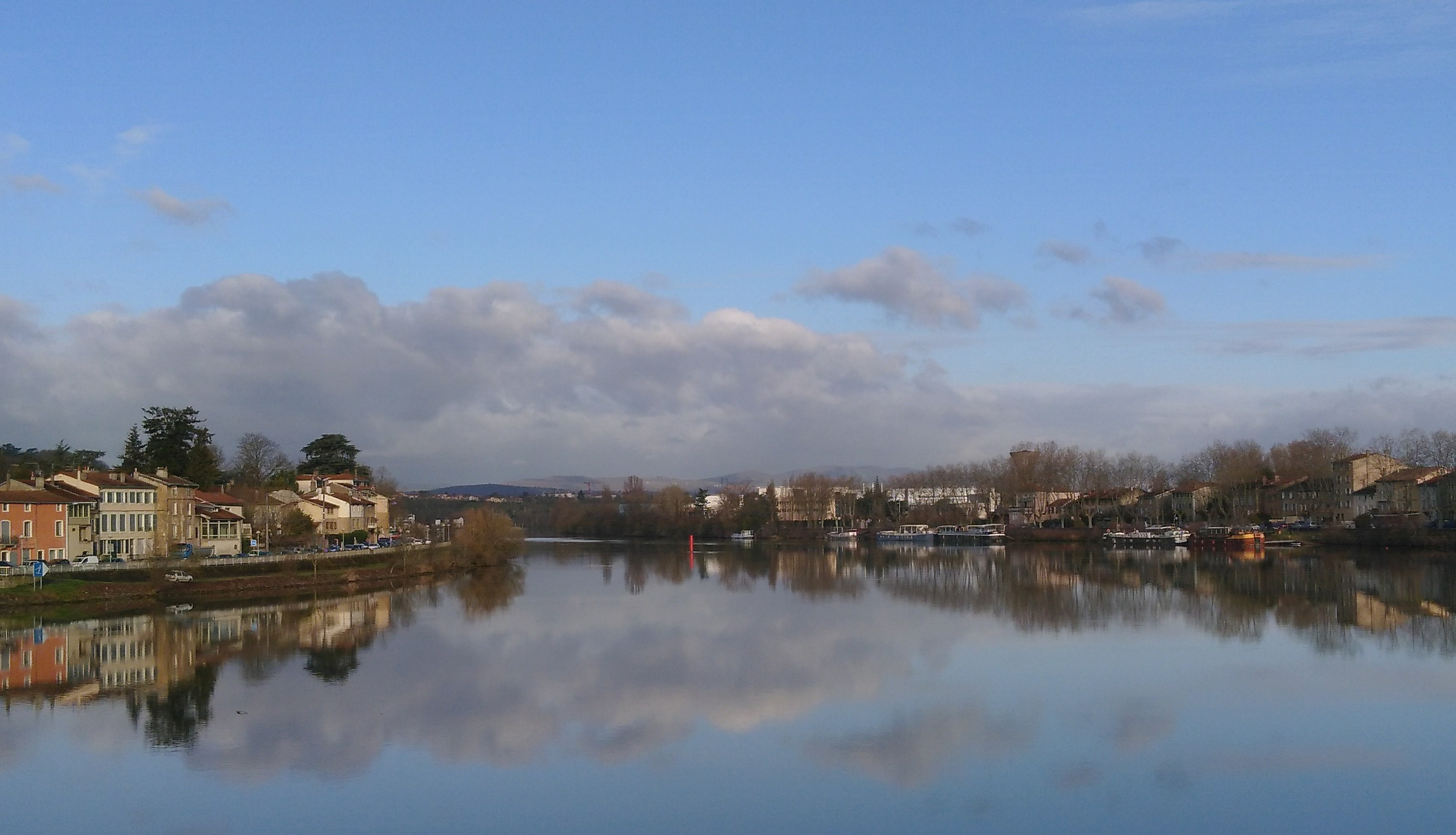
Neuville-sur-Saône
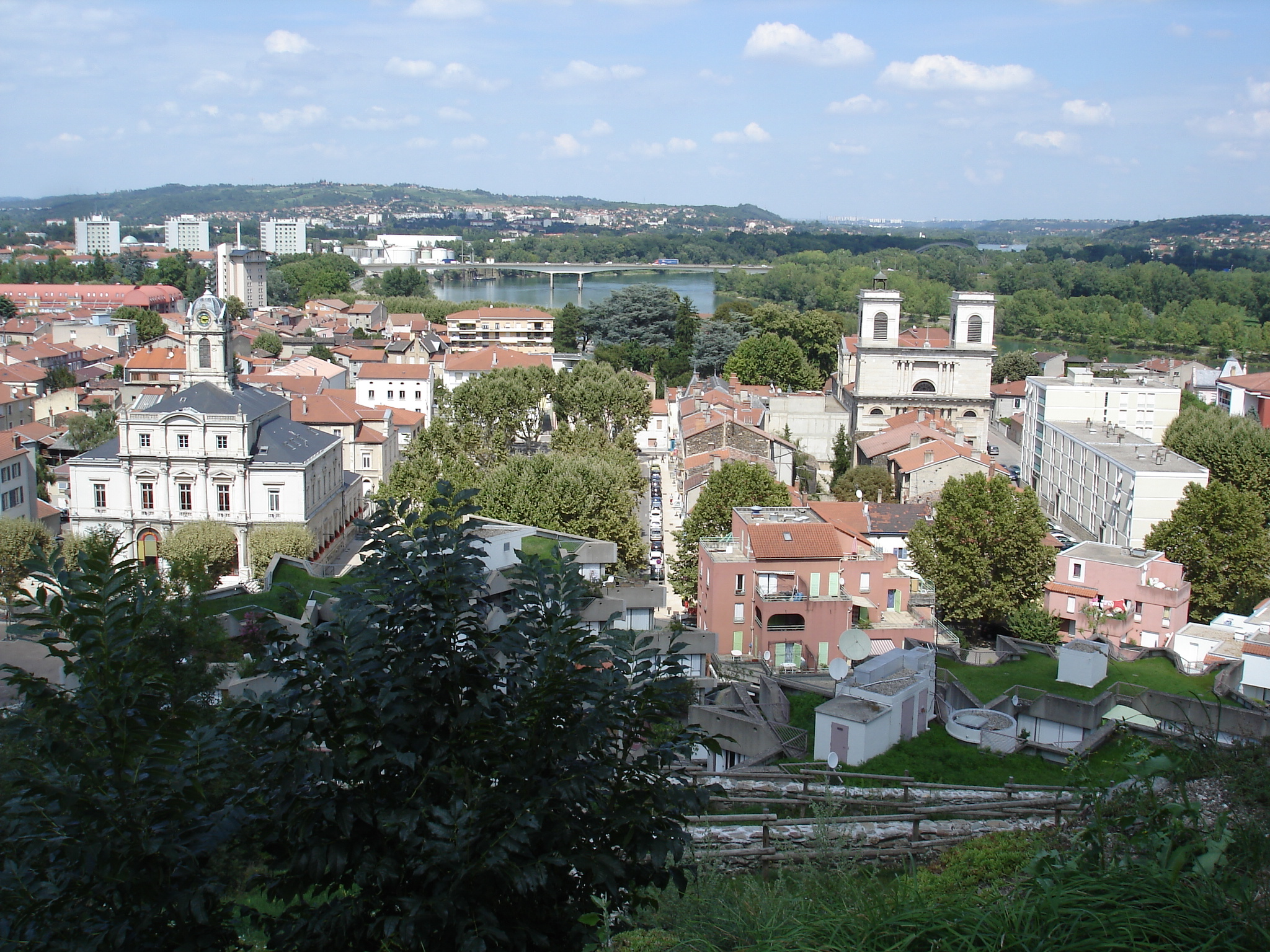
Givors